# Miss Independent (cântec de Kelly Clarkson)
„Miss Independent” este cel de-al doilea single extras de pe albumul de debut al cântăreței de origine americană Kelly Clarkson, intitulat Thankful. În acesta artista descrie o femeie care renunță la barierele emoționale pentru a se îndrăgosti.
Acesta a fost scris de către Kelly, Rhett Lawrence, Christina Aguilera, Kelly Clarkson și Matt Morris și produsă de către Rhett. Lansarea cântecului a dat naștere unor controverse, deoarece aceasta a fost inițial încredințată trio-ului american Destiny's Child. După ce Miss Independent nu a fost înregistrat de către acestea, proiectul a fost redirecționat către Christina Aguilera, care a preferat să înregistreze o piesă cu influnețe rock. Doi ani mai târziu, Lawrence, alături de Kelly au terminat de înregistrat, iar Miss Independent a fost lansat ca și cel de-al doilea single oficial, extras de pe albumul Thankful. 
Miss Independent a beneficiat de multe difuzări la posturile de radio și televiziune în Statele Unite ale Americii, unde a obținut poziții în top 10. Succesul național s-a reflectat și pe planul internațional, unde a câștigat poziții importante în topurile europene.

## Videoclip
Videoclipul filmat pentru acest single o surprinde pe Kelly cântând la o petrecere. Unii critici au spus că linia poveștii cântecului nu se potrivește cu acest videoclip, iar fanii au fost nemulțumiți de schimbarea de imagine pe care a suferit-o artista, devenind dintr-o fată tipic texană, una foarte sexy și modernă.

## Lista melodiilor
Pentru S.U.A.
1. "Miss Independent"
2. "You Make Me Feel Like A Natural Woman"
3. "Miss Independent" [Mauve Mix]

Pentru Regatul Unit
1. "Miss Independent"
2. "Respect"
3. "(You Make Me Feel Like A) Natural Woman"

## Poziții ocupate în clasamentele de specialitate
| Clasamentul (2003)            | Poziția maximă ocupată | Poziția ocupată la sfârșitul anului (2003) |
| ----------------------------- | ---------------------- | ------------------------------------------ |
| UK Singles Chart              | 6                      | -                                          |
| Australian ARIA Singles Chart | 3                      | 53                                         |
| Austrian Singles Chart        | 39                     | -                                          |
| Canadian Singles Chart        | 6                      | -                                          |
| Irish Singles Chart           | 11                     | -                                          |
| World Chart Show              | 7                      | -                                          |
| Billboard Hot 100             | 9                      | 44                                         |
| Billboard Top 40 Tracks       | 1                      | 14                                         |
| Billboard Top 40 Mainstream   | 1                      | -                                          |
| Billboard Adult Top 40        | 14                     | 31                                         |
| Billboard Adult Contemporary  | 28                     | -                                          |
| U.S. ARC Weekly Top 40        | 1                      | 5                                          |
| Sweden Singles Chart          | 25                     | -                                          |
| Swiss Singles Chart           | 44                     | -                                          |
| United World Chart            | 16                     | -                                          |
| Dutch Top 40                  | 9                      | 80                                         |